# Військовий переворот у Литві (1926)

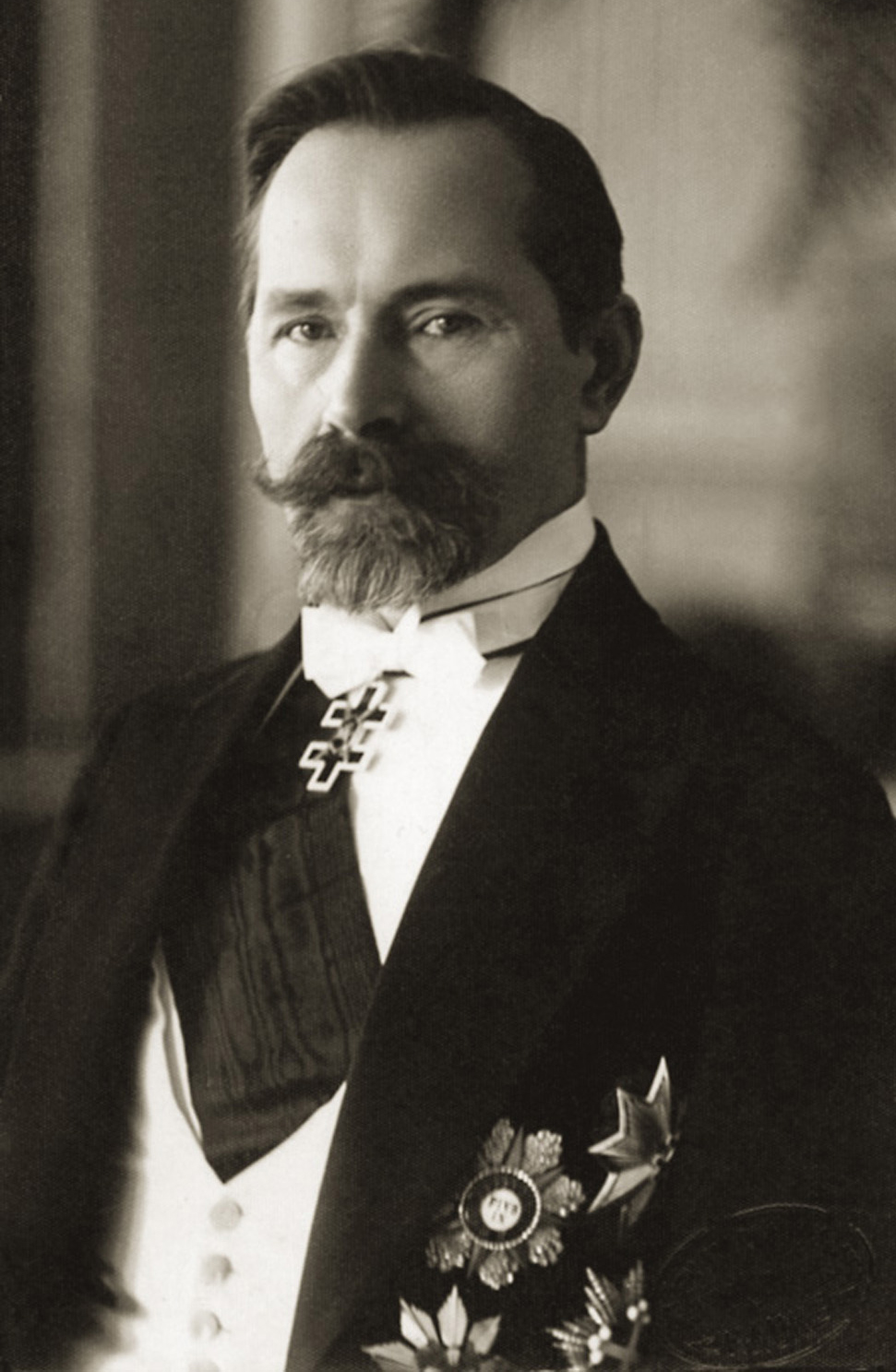
Антанас Смятона і його партія стала головними рушійними силами перевороту

Державний переворот у Литві (лит. 1926-ųjų perversmas) — путч, внаслідок якого влада у Литві перейшла від демократично обраного лівоцентристського кабінету Міколаса Сляжявічуса до консервативно-авторитарного уряду на чолі з Аугустінасом Вольдемарасом. Переворот стався 17 грудня 1926 і був значною мірою організований військовими. Роль Антанаса Смятони, майбутнього президента країни, залишається предметом дискусій. Організатором путчу виступив праворадикальний Союз литовських націоналістів, найбільш консервативна політична сила на той час. До згаданих подій це була невелика та маловідома партія націоналістичної спрямованості. Станом на 1926 рік до його складу входило близько 2000 чоловік, внаслідок парламентських виборів Союз спромігся провести у законодавчий орган тільки 3 депутатів.
Литовська християнсько-демократична партія, найбільша партія в литовському Сеймі на той час, погодилася співпрацювати з військовими, надавши перевороту конституційної легітимності. Втім, вона так і не отримала посад у новому кабінеті і вже в травні 1927 року розпустилася. Після того, як військові отримали владу над цивільним урядом, він перестав відігравати визначальну роль в політичному житті. Обраний президентом Антанас Смятона і його партія залишалися при владі аж до радянської окупації Литви 1940 року.

## Передумови
Після третього поділу Речі Посполитої в 1795 році литовські землі відійшли до Російської імперії. По завершенню Першої світової війни та падіння царського самодержавства Литва знову постала на політичній мапі Європи, проголосивши 16 лютого 1918 повну самостійність. Наступні два роки ознаменувалися війною за незалежність, створенням власних політичних інституцій та здобуттям міжнародного визнання, яке, втім, відбулося з певним затриманням. Новоутвореній литовській армії довелось водночас вести боротьбу з більшовиками, білогвардійською армією Бермондт-Авалова та польськими військами. В жовтні 1920 року спалахнув конфлікт навколо Віленського краю, який внаслідок збройної операції генерала Люціана Желіговського відійшов до Польщі. Разом з даним регіоном Литва втратила й свою історичну столицю — Вільнюс, тому уряд був змушений переїхати до Каунаса, другого за розмірами міста в державі.
Установчі Збори Литви, обрані 14-15 квітня 1920 року, в серпні 1922 ухвалили прийняття Конституції. Основний закон зосередив у руках однопалатного Сейму широкий обсяг повноважень, а також затвердив відповідальність президента та уряду перед законодавчою гілкою. Одним із найбільш спірних стало питання щодо ролі президента, яке спричинило тривалі дискусії між представниками правоцентристських та лівих партій. Перемогу у дебатах здобули останні, тому повноваження президента були обмежені, а його самого вирішили обирати не шляхом всенародного голосування, а Сеймом. Термін перебування глави держави на посаді обмежили двома 3-річними каденціями поспіль. Виконавча влада зосереджувалася у руках уряду на чолі з прем'єр-міністром, якого призначав президент. Така парламентська система, яку інколи дослідники називають «Сеймократією», виявилася не надто стабільною: в період з листопаду 1918 по грудень 1926 року в країні змінилось аж 11 урядів.[джерело?]

## Парламентські вибори 1926
| Результати парламентських виборів, 1926        | Результати парламентських виборів, 1926 |
| Партія                                         | Кількість місць                         |
| ---------------------------------------------- | --------------------------------------- |
| Християнські демократи (krikdemai)             | 30                                      |
| Селянський Народний Союз (liaudininkai)        | 22                                      |
| Соціал-демократи (socdemai)                    | 15                                      |
| Союз литовських націоналістів (tautininkai)    | 3                                       |
| Партія фермерів (Ūkininkų partija)             | 2                                       |
| Націонанальні меншини (німці, євреї, і поляки) | 13                                      |
| Загалом                                        | 85                                      |

Чергові вибори до Сейму третього скликання, що пройшли 8-10 травня 1926, ознаменували собою зсув суспільних настроїв вліво. Вперше з 1920 року блок на чолі з Християнсько-демократичною партією, яка користувалась сильною підтримкою з боку римо-католицької церкви та духовенства, не отримала більшості місць в парламенті. Соціальні реформи, перманентна економічна криза та масова міграція підірвали довіру громадян до цієї політичної сили. Низка її членів заплямували репутацію фінансовими скандалами. Наприклад, Юозас Пуріцкас, зловживаючи дипломатичними повноваженнями у Москві, здійснював незаконні перевезення кокаїну та сахарину. Елізеюс Драугеліс та Пятрас Йосукас стали учасниками справи, пов'язаної із закупівлями іноземних товарів замість литовських. Міністр фінансів Вітаутас Пятруліс перерахував велику суму коштів з державного бюджету на особистий рахунок.
Причиною додаткової напруженості послугував і той факт, що укладений між Польщею та Ватиканом конкордат від 1925 року в односторонньому порядку визнав Вільно церковною провінцією Польщі, незважаючи на всі литовські прохання про безпосереднє керування даною дієцезією з Риму. І хоча традиційно Ватикану не була притаманна подібна політика, багато литовців залишились обуреними таким кроком. Дана обставина суттєво підірвала довіру парафіян до християнських демократів. Литва розірвала всі дипломатичні відносини зі Святим Престолом, тоді як папа Пій XI у квітні 1926 в односторонньому порядку створив та реорганізував церковні провінції без врахування литовських пропозицій і вимог.
Представники Селянського Народного Союзу (відомі як ляудінінки або народники), соціал-демократи та 7 депутатів від національних меншин (клайпедських німців, поляків та євреїв) після тривалих переговорів сформували парламентську коаліцію. Відповідно, християнські демократи, хоч і утворили найчисельнішу фракцію, перейшли в опозицію. 7 червня посаду президента Литви зайняв Казіс Грінюс, за якого проголосувало 50 членів Сейму. Новий уряд очолив Міколас Сляжявічюс. Обидва політики були висунуті ляудініками: соціал-демократи дозволили їм зайняти найважливіші пости за умови, що перші будуть узгоджувати всі дії з ними.

## Причини

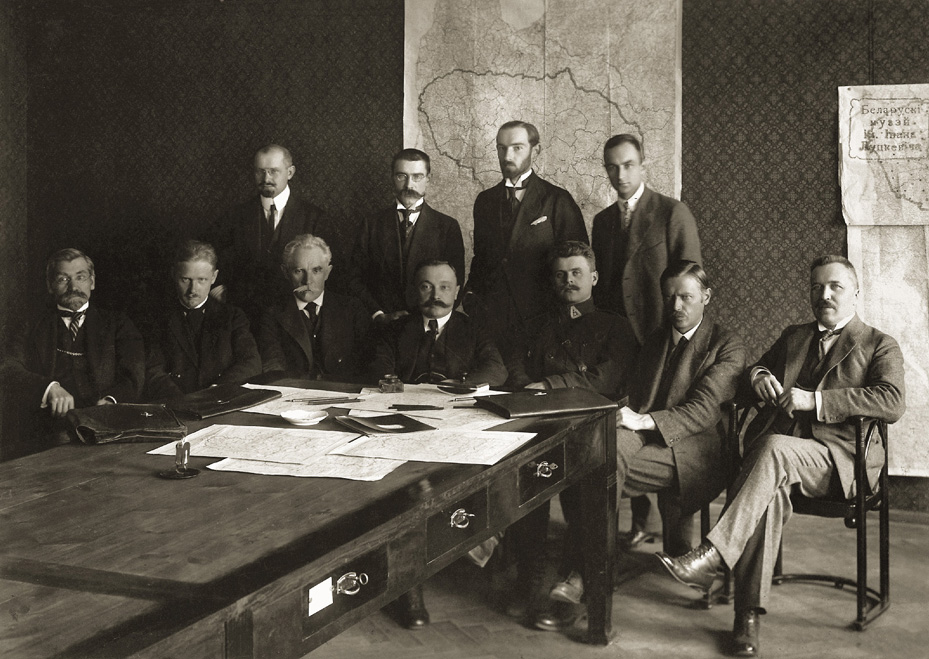
Міколас Сляжявічус (сидить посередині), голова Четвертого кабінету

Причини перевороту залишаються предметом дискусій. Дослідники вбачають у даних подіях наслідок загальноєвропейських процесів, таких як криза парламентаризму, встановлення диктатури й збройні путчі, що призвели до встановлення у багатьох країнах Центральної та Східної Європи недемократичних, авторитарних режимів до кінця 1930-х років. Прихід до влади Беніто Муссоліні в Італії, травневий «замах стану» Юзефа Пілсудського у Польщі, перевороти в Болгарії та Португалії стимулювали активність невдоволених «сеймократією». Демократична незрілість проявлялася у небажанні політичних сил різної ідеологічної спрямованості йти на компроміс, часті зміни урядів справляли враження перманентної кризи. Одним із передумов «грудневого заколоту» історики називають перебільшений страх перед «примарою комунізму». Нерідко парламентські засідання ставали майданчиком агресивних вербальних сутичок між християнськими демократами та лівими, які звинувачували один одного в більшовизмі та фашизмі відповідно. Націоналісти Смятона і Вольдемарас особливо нещадно критикували уряд лівоцентристів та його починання, порівнюючи демократію із взуттям, купленим на виріст. У консервативному крилі залишались переконаними, що лише сильна президентська влада зможе відновити національну стабільність.
Кабінет Грінюса-Сляжявічуса взяв курс на впровадження ліберальних реформ, почасти малозрозумілих для консерваторів. Нова влада проголосила свободу друку та зібрань, провела широку амністію політв'язнів (серед яких було багато членів нелегальної компартії) та ініціювала проведення цивільної метрикації населення. 17 червня панівна більшість Сейму скасувала воєнний стан. Вперше з моменту проголошення незалежності Литва вийшла на справді демократичний вектор розвитку. Тим не менш, комуністи скористались новими свободами для організацій протестних акцій. Почастішали провокації, як то хуліганські напади на людей у формі чи вивішування червоних прапорів. Все це відбувалось на фоні скорочення чисельності поліції безпеки та розвідки. Одна із таких комуністичних маніфестацій, участь у якій взяло близько 400 осіб, прокотилась столичними вулицями 13 червня 1926 року, перерісши у масове заворушення, що супроводжувалося побиттям мирних мешканців та пошкодженням їхнього майна. Лише завдяки втручанню поліції демонстрація не стала кривавою. Права опозиція скористалась даним інцидентом для публічних закидів уряду, що той потурає діяльності незаконних організацій. Хоча даний випадок мав винятково місцевий характер, праві представили його як серйозну загрозу для державності та збройних сил.
28 вересня 1926 року уряд Сляжявічюса підписав договори про ненапад та нейтралітет з Радянським Союзом. Хоча укладення такої угоди ініціював ще попередній кабінет християнських демократів, тепер крікдемаї виступали проти; водночас Антанас Смятона навпаки рішуче підтримував її. Домовленість з Москвою, з одного боку, підтверджувала визнання литовських інтересів на Віленський край та Клайпеду з боку СРСР, але з іншого змушувала Литву утриматися від створення альянсів з іншими країнами. Враховуючи, що Радянський Союз залишався поза системою Ліги Націй, договір негативно позначився на союзницьких взаєминах з Францією, Великою Британією й двома іншими балтійськими країнами. Як на шпальтах опозиційної преси, так і з парламентських трибун все частіше стали лунати голоси про комуністичну загрозу та здачу незалежності. 21 листопада 1926 пройшла патріотична студентська демонстрація. У ній взяло участь близько 600 студентів, які зібрались поблизу місця перебування робітничої профспілки, очолюваної комуністами. Поліція, побоюючись відкритих зіткнень між двома групами, втрутилася й жорстоко розігнала демонстрантів. Внаслідок, 7 правоохоронців отримали поранення, а 13 студентів потрапили під арешт. У відповідь на даний інцидент християнські демократи запропонували висловити уряду вотум недовіри. Втім, дана ініціатива не отримала підтримки серед парламентської більшості.
Закиди у «більшовизації» доповнили звинувачення у полонізації, оскільки в ході виконання передвиборчих обіцянок лівоцентристи дозволили польській громаді збільшити мережу приватних шкіл з 20 до 70 навчальних закладів. У середовищі консерваторів ці заходи розцінили як зраду національних інтересів, особливо з огляду на натягнуті взаємини з Польщею на фоні невирішеного віленського питання. Масла у вогонь підлив і той факт, що керівництво Другої Речі Посполитої в цей же час закривало литовські освітні установи на власній території. Не менш радикальною стала антиклерикальна пропозиція уряду скоротити видатки на заробітну платню духовенству й субсидії римо-католицьким школам та вилучити з відання церкви укладення актів цивільного стану. Протиріччя ще більше поглибились після оголошення намірів провести реформу збройних сил. Нею пропонувалось скоротити фінансування армії та зменшити її чисельність до 14 000 солдат, близько 200 консервативних офіцерів потрапили під загрозу звільнення. Це виявилось фатальною помилкою. Розлючені офіцери відкрито висловили своє невдоволення одному із членів Сейму: «Панове, це не ви скорочуватиме армію, це армія скоротить вас». Військові, які відучували себе господарями у країні, розгорнули підготовку до збройного перевороту.

## Етап готування

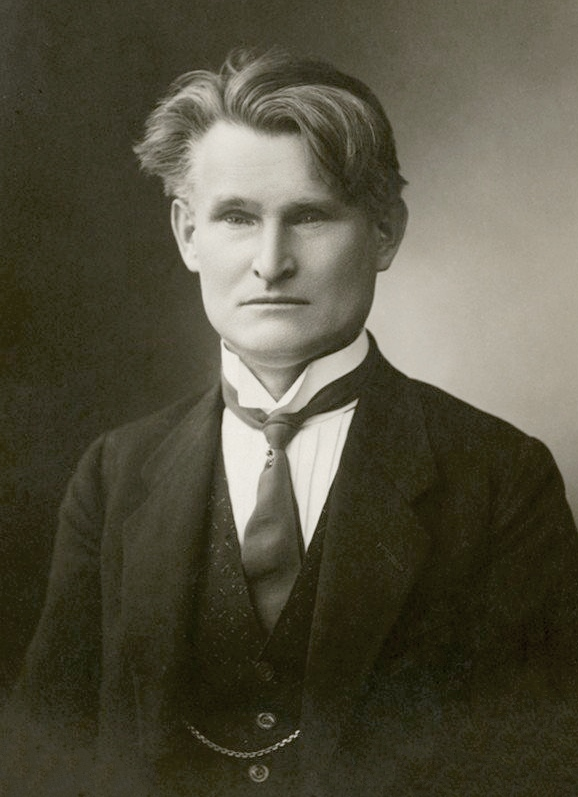
Президент Литви Казіс Грінюс

В академічній спільноті тривають дискусії щодо оцінки ролі Антанаса Смятони у плануванні перевороту. За свідченнями Вольдемараса, якого в подальшому виключили з уряду і змусили до еміграції, Смятона виношував плани путчу з 1925 року. Історик Зенонас Буткус стверджує, що подібна ідея виникла ще 1923. Разом з тим, такі оцінки піддаються критиці, оскільки військові залишались бездіяльними аж до осені 1926. Особистий секретар Смятони Александрас Меркеліс заявляв, що перший знав про переворот, але ні інспірував, ні брав участі в його організації. Майбутній глава держави працював редактором видання Lietuvis, і зміна орієнтації, що відбулася наприкінці листопада, часто цитується на захист того, що він до тих пір не знав про переворот. До 25 листопада 1926 газета активно критикувала як лівий уряд, так і християнських демократів. Цього дня видання опублікувало низку статей про студентські антикомуністичні протести і підкреслила загрозу більшовизму для Литви. З цього випуску газета припинила критику християнських демократів.
Рушійною силою перевороту стали офіцери збройних сил, навколо яких згуртувались опозиційні таутінінки та крікдемаї. 20 вересня 1926 було засновано комітет на чолі Антансом Мачюйко, до якого увійшли 5 офіцерів, зокрема генерали Владас Нагвічюс і Йонас Булота. Місяцем пізніше почав діяльність так званий Головний революційний штаб (лит. revoliucinis generalinis štabas). Ці 2 групи тісно координували свої зусилля. До 12 грудня вони розробили детальні заходи, вивчили райони, де мав відбутися збройний виступ, повідомивши про це керівників Союзу литовських націоналістів та християнських демократів. Хоча чутки про планування перевороту дійшли і до соціал-демократів, останні не вжили жодних дій. Незадовго до перевороту поплічники розповсюдили дезінформацію про активізацію польської армії у Віленському краї. Цим самим вони спонукали війська в Каунасі, які потенційно могли виступити проти перевороту, рушити в напрямку Вільнюса.

## Переворот

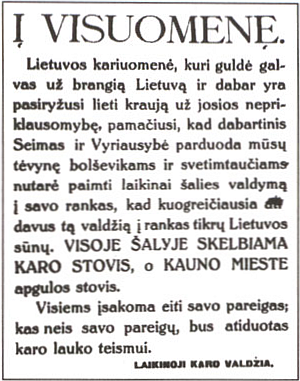
Відозва до громадськості від імені «Тимчасового військового уряду», яку розповсюдили в Каунасі після збройного путчу

Ляудініки та їх партнери по коаліції, соціал-демократи, неодноразово отримували звістки про готування проти них військового путчу. Останнє попередження ліві одержали пізнього вечора 16 грудня від радянського консула, який повідомив Сляжявічусу про можливий путч. Однак, ні прем'єр-міністр, ні парламентарі так і не вжили достатніх заходів для його запобігання. Спецслужби також не здійснили жодних оперативних дій, що може тлумачитись як лояльне ставлення до таутінінків. Хоча спільники знали, що їхні плани викриті, та попри все продовжили діяти за попередніми узгодженостями. Дата 17 грудня була вибрана не випадково. Цього дня у Каунасі мали відбутися урочистості з нагоди 60-річного ювілею президента Казіса Грінюса та водночас 35-річчя його громадської діяльності. Тому до столиці була запрошена велика кількість державних чиновників. Під даним приводом мали б прибути й численні командири військових частин та гарнізонів з усієї країни.
Головну роль у заволодінні столицею заколотники відводили каунаському гарнізону. Своєрідною «групою підтримки» слугували члени студентських патріотичних організацій, близьких до християнських демократів та корпорації «Neo Lithuania». Для легкості керування армійські сили були поділені на мобільні бойові «п'ятірки». Близько 2.00 годин ночі 2-ий піхотний полк на чолі з Й. Петруйтісом захопив головні адміністративні установи Каунаса, пошту, телеграф та вокзал. О 3.43 ночі армійці, попередньо обеззброївши варту, увійшли до будівлі парламенту, де проходили слухання щодо бюджету на наступний рік. Солдати заарештували президію Сейму та розігнали депутатів. Невдовзі група офіцерів авіації під керівництвом старшого лейтенанта А.Мачюйко заарештували прем'єр-міністра, членів уряду та деяких депутатів. Президент Грінюс потрапив під домашній арешт. Військові звільнили з гауптвахти майора Повіласа Плехавічюса, який відбував 20-денне покарання за кулачну бійку з офіцерами, та оголосили його тимчасовим диктатором. Першим своїм наказом Плехавічюс оголосив про запровадження у Литві воєнного стану, а в столиці — стану облоги. Генерал Вінцас Григалюнас-Гловацкіс став військовим комендантом Каунаса.
Армійське середовище загалом схвально поставилось до зміни влади, генералітет, який був в курсі планів, також підтримав «порятунок батьківщини». Разом з тим, в деяких підрозділах почались хвилювання. Так, екіпаж одного з бронепотягів артилерійського полку в Кедайняй зберіг лояльність попередньому уряду та рушив в напрямку столиці. На перших порах путчистів не підтримував і 9-ий піхотний полк під командуванням В.Віткаускаса. Втім, доволі швидко становище у даних формуваннях було опановано, а збройних зіткнень вдалось уникнути. Отож, переворот пройшов майже без кровопролиття. Вже 17 грудня Казіс Грінюс під тиском військовослужбовців та фактично проти своєї волі відправив у відставку уряд Сляжявічюса та призначив прем'єр-міністром впливового націоналістичного діяча Аугустінаса Вольдемараса. До складу нового кабінету увійшли таутінінки, представники Партії фермерів та християнські демократи. Залучення останніх мало б надати правим конституційну легітимність. Втім, в середовищі самих крікдемаїв панували вагання. Частина членів партії висловлювали побоювання, що допомога путчистам заплямує їхню репутацію. Християнські демократи, навпаки, розраховували утвердити свою владу конституційним шляхом, вважаючи, що вони з легкістю здобудуть перемогу на подальших парламентських виборах та уникнуть таким чином безпосередніх зв'язків з переворотом. Керуючись даною стратегією, християнські демократи дозволили членам Союзу литовських націоналістів зайняти найважливіші урядові посади.
Ввечері 18 грудня президент Грінюс після тривалих умовлянь, а також політичного та морального тиску, пішов у відставку: його переконали, що в протилежному випадку вибухне громадянська війна, якою неодмінно скористається Польща. О другій половині наступного дня пройшло надзвичайне засідання Сейму, щоправда без соціал-демократів та ляудінінків, які на знак протесту його бойкотували. Внаслідок попередніх торгів й узгоджень християнські демократи, таутінінки та представники від національних меншин проголосували за призначення новим спікером Сейму Александраса Стульгінскіса, що став на наступні декілька годин формальним главою держави. Іншим питанням порядку денного стало обрання президентом Антанаса Смятони, який одержав підтримку 38 депутатів, при 2 голосах проти і 2, що утрималися. Сейм також висловив вотум довіри новому кабінету міністрів, сформованому Вольдемарасом. Союз литовських націоналістів отримав в уряді ключові місця, зокрема посади міністра оборони в особі Антанаса Меркіса та міністра внутрішніх справ, яким став Ігнас Мустікіс. З правової точки зору обрання президента залишилось доволі суперечливим, оскільки рішення не було прийнято більшістю від загальної кількості депутатів. Натомість, праві зосередили свою увагу на формуванні вигідного враження у міжнародної спільноти. Вони попіклувались, аби за засіданням Сейму спостерігали не тільки місцеві та іноземні журналісти, але й представники дипломатичних місій Великої Британії, Німеччини, Швеції, Норвегії, Естонії, Латвії та Радянського Союзу.

## Наслідки
Офіційним обґрунтуванням для дій армії називався превентивний захід проти комуністичного заколоту та польського втручання, що очевидно було вкрай малоймовірним та, зрештою, химерним. Жодних конкретних свідчень на користь цього також не було надано. Тим не менш, близько 350 комуністів було заарештовано, а 4 лідери компартії — Кароліс Пожела, Юозас Грейфенбергеріс, Раполас Чарнас та Казис Гедріс — постали перед військово-польовим трибуналом, що засудив їх до розстрілу. 27 грудня вирок привели у виконання поблизу шостого бастіону Каунаської фортеці. Ще двох чільних комуністичних діячів засудили до позбавлення волі. Це мало продемонструвати громадськості, що загроза не уявна, а винні — покарані. Даний крок став серйозним ударом по лівій опозиції, а сама КПЛ на деякий час втратила активність. Іншим політичним партіям та організаціям вдалось уникнути подібної долі.
Міжнародне визнання нової влади пройшло без особливих труднощів. Західні держави, невдоволені політикою Третього Сейму на зближення з Радянським Союзом, розцінили події 17 грудня здебільшого під геополітичним кутом, сподіваючись на зміну пріоритетів у литовській зовнішній політиці. Тому не дивно, що британський Daily Telegraph, французький Le Matin й американський The New York Times охарактеризували путч доволі стримано, пов'язуючи з приходом уряду Смятони-Вольдемараса обмеження радянського впливу у країнах Балтії та водночас висловлюючи надії на вирішення віленського питання. Західна преса змовчала про антидемократичний та антиконституційний характер перевороту, оцінивши його радше як позитивний крок у боротьбі проти більшовизму. Міжнародна дипломатична думка також схилилася до того, що тільки сильний авторитарний керівник спроможний забезпечити внутрішню стабільність; на користь цього слугувала й та обставина, що Литва і в роки парламентської системи не була надто демократичною, а основні свободи в умовах воєнного стану залишались обмеженими. Разом з тим, громадськість, профспілки та частина ЗМІ в західних демократіях критичніше поставились до авторитарних тенденцій нового литовського уряду, кинувши тінь сумнівів на зрілість політичної й соціальної культури країни та її авторитет. Втім, варто зауважити, що частина негативних відгуків виходила із середовища представництв та агентів Третього Інтернаціоналу, маріонеткової організації СРСР.
Християнські демократи, залишаючись переконаними у тому, що переворот був тільки тимчасовим заходом, стали вимагати проведення нових виборів до Сейму. Втім, Сметона добре усвідомлював, що його партія не вельми популярна і шанси обрання на посаду глави держави незначні. Тому першочерговою ціллю президента стала ліквідація непотрібного, на його думку, інституту парламентаризму, який фактично продовжував залишатись у руках народників. Тим часом націоналісти перебували у дискусіях щодо необхідності конституційних змін, спрямованих на збільшення повноважень виконавчої гілки влади при одночасному припиненні діяльності Сейму.
Коли опозиція оговталась від першого шоку, ляудінінки розгорнули підготовку до збройного виступу «для відновлення конституційного порядку». Навесні 1927 року спецслужби викрили основний осередок змовників, після чого повстання зійшло нанівець. Його учасники були заарештовані, серед затриманих опинився й депутат Юозас Паяуїс. 12 квітня 1927 року Сейм Литви опротестував його арешт як порушення парламентської недоторканності й висловив більшістю голосів недовіру до уряду Вольдемараса. У відповідь Смятона розпустив парламент на безстроковий термін. Хоча Конституція вимагала у такому випадку провести вибори протягом 60 днів після розпуску, даною нормою націоналісти знехтували під приводом підготовки до референдуму. Один із провідних литовських спеціалістів з конституційного права Миколас Ромеріс назвав ці обставини «другим переворотом» і фінальним відступом від парламентської демократії. Відтак, Литва залишалась без парламенту аж до 1936 року. 2 травня 1927 християнські демократи вийшли з уряду, вважаючи, що таутінінки, залишившись наодинці, не зможуть втримати владу. Їхні сподівання не виправдались: Союз литовських націоналістів взяв верх у спорі з набагато більшим й впливовішим суперником. Нова конституція, прийнята у травні 1928 року, взагалі нівелювала роль парламенту та фактично перетворила країну у президентську республіку.
Переворот 1926 року став переломним моментом в історії міжвоєнної Литви та призвів до встановлення диктатури на наступні 14 років. В 1935 Смятона заборонив діяльність всіх інших політичних партій. Оцінки грудневого путчу залишаються неоднозначними для литовців, насамперед тому, що СРСР надалі виправдовував радянську окупацію Литви як «звільнення від фашизму». Разом з тим, Encyclopædia Britannica описує режим таутініків як авторитарний і націоналістичний, але не фашистський. Апологети перевороту описують його як виправлення крайньої форми парламентаризму, що було необхідним у світлі політичної незрілості литовської держави.